# Forty7 Motorsports
Le Forty7 Motorsports est une écurie de sport automobile américaine fondée en 2016 par Garrett Kletjian. Elle fait participer des Sport-prototype en catégorie LMP3 dans des championnats tels que le WeatherTech SportsCar Championship et l'IMSA Prototype Challenge.
L'écurie a remporté le titre IMSA Prototype Challenge en 2019 avec une Norma M30 et comme pilotes l'américain Austin McCusker et le péruvien Rodrigo Pflucker (es).

## Histoire

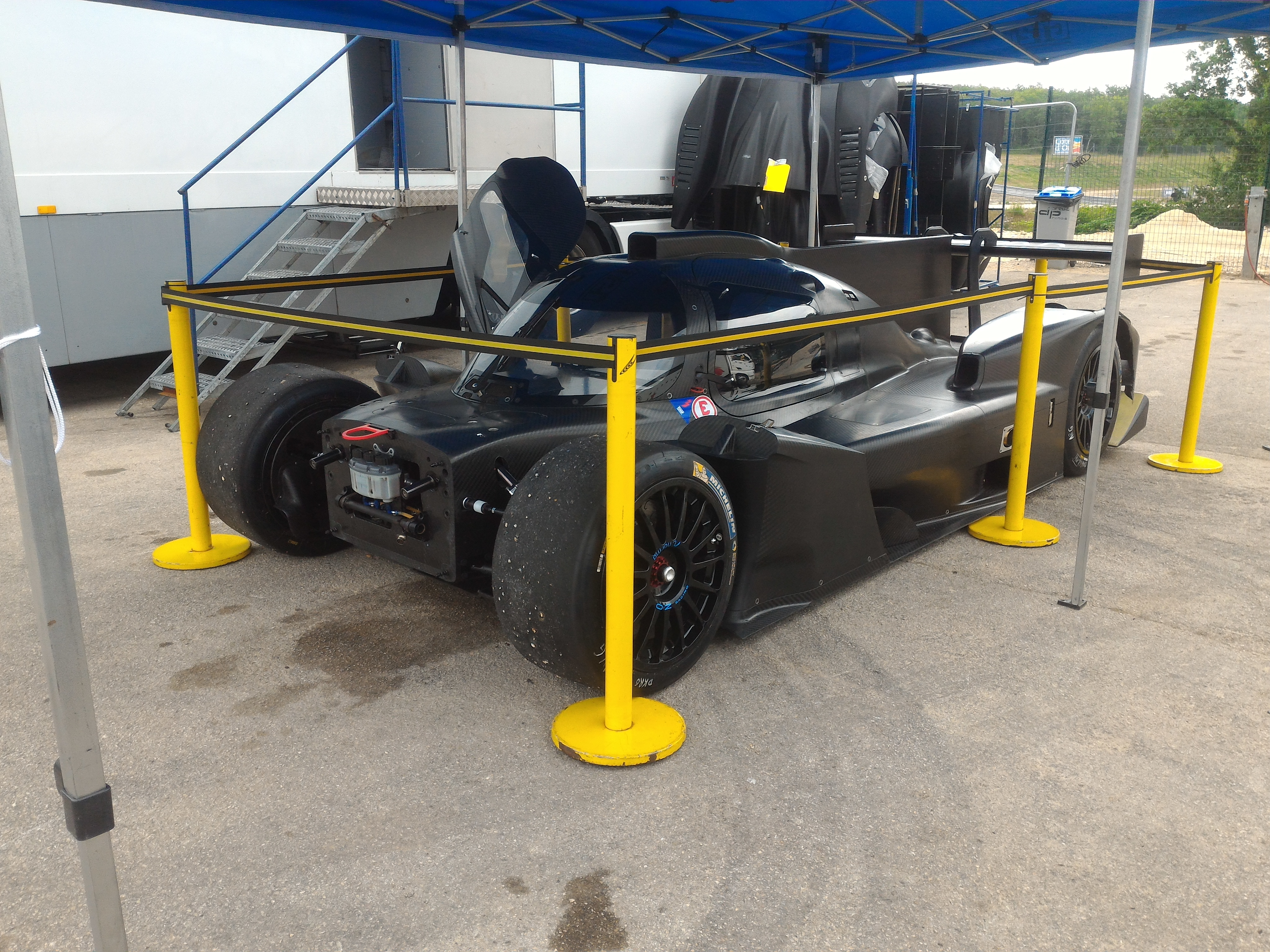
Une Norma M30 telle que la voiture utilisée par le Forty7 Motorsports en IMSA Prototype Challenge

En 2021, le Forty7 Motorsports, qui participait depuis 2017 au championnat IMSA Prototype Challenge dans la catégorie LMP3 avec des Norma M30, avait saisi l'opportunité de l'ouverture du championnat WeatherTech SportsCar Championship au LMP3 pour s'y inscrire avec une Duqueine D08 aux 24 Heures de Daytona. Pour cela, le pilote colombien Gabby Chaves et les pilotes américains Trenton Estep (en), Mark Kvamme et Ryan Norman (en) avait rejoint l'écurie. Les essais s'était passés de la meilleure des manières car Ryan Norman (en) avait réussi à réalisé le 2e temps pour le compte de l'écurie et d'avoir ainsi une première ligne avec 2 Duqueine D08. La course fût plus difficile pour la voiture, car en plus d'être plus lente que les voitures de la catégorie GTLM, la Duqueine D08 avait dû rentrer au stand dès le début de la course. Au bout de 413 tours, la voiture dû malheureusement abandonner pour cause de problème avec la pompe de refroidissement d'huile. Pour la seconde course de la saison, l'écurie avait fait évoluer son équipe pour le composer des pilotes américains Oliver Askew et Austin McCusker et du pilote britannique Stevan McAleer. Comme lors des 24 Heures de Daytona, l'écurie avait réalisé le 2e temps grâce à Oliver Askew. Après avoir maintenu sa 2e position jusqu'à la mi-course, la voiture avait perdu du terrain et avait fini la course en 4e position. Malgré une inscription à la liste des participants avec Austin McCusker comme pilote pour le Sports Car Challenge at Mid-Ohio, l'écurie n'avait pas participé à cette manche du championnat. L'curie avait ensuite fait son retour pour la dernière manche du championnat, le Petit Le Mans. Pour cela, le pilote américain Mark Kvamme avait fait son retour dans l'équipage et avait été accompagné par le pilote péruvien Rodrigo Pflucker (es) et le pilote canadien Stefan Rzadzinski (en). Malheureusement, la voiture n'avait pas vu le drapeau à damier à la suite d'une grosse sortie de piste à la 4e heures de course.

## Résultats en compétition automobile

### Résultats enWeatherTech SportsCar Championship
| Année | Classe | no | Voiture      | Pneus | 1   | 2   | 3     | 4   | 5   | 6   | 7   | 8     | Total | Pos. |
| ----- | ------ | -- | ------------ | ----- | --- | --- | ----- | --- | --- | --- | --- | ----- | ----- | ---- |
| 2021  | LMP3   | 7  | Duqueine D08 | M     | DAY | DAY | SEB 4 | MOH | WGL | WGL | ELK | ATL 5 | 597   | 7e   |
| 2021  | LMP3   | 7  | Duqueine D08 | M     | Q 2 | C 7 | SEB 4 | MOH | WGL | WGL | ELK | ATL 5 | 597   | 7e   |

## Pilotes
- Oliver Askew (2021)
- Jon Brownson (2020-2021)
- Dario Cangialosi (2021)
- Gabby Chaves (2021)
- Ross Chouest (2019)
- Courtney Crone (2021)
- David Droux (2018)
- Trenton Estep (en) (2021)
- TJ Fischer (2018)
- David Grant (2020)
- Keith Grant (2020)
- Garett Grist (2019)
- Rob Hodes (2019)
- Joel Janco (2020)
- J.J. Jorge (2020)
- Kyle Kirkwood (2020)
- Garrett Kletjian (2017)
- Mark Kvamme (2021)
- Stevan McAleer (2021)
- Austin McCusker (2018-2019, 2021)
- Ryan Norman (en) (2021)
- Rodrigo Pflucker (es) (2018-2019, 2021)
- Aaron Povoledo (2019)
- Jason Rabe (2021)
- Nikko Reger (2019)
- Timo Reger (2019)
- Stefan Rzadzinski (en) (2021)
- Wyatt Schwab (2019-2020)
- Anthony Simone (2018)
- Colin Thompson (2019)
- Parker Thompson (en) (2020)
- Benjamin Waddell (2019)